# A-0 System
Pour les articles homonymes, voir A0.
A-0 System (Arithmetic Language version 0) est le premier compilateur développé pour un ordinateur. Il a été écrit par Grace Hopper (qui fut plus tard, vers 1959, à l'origine de COBOL) en 1951 et 1952 pour l'UNIVAC I.

## Description
A-0 était un « chargeur de programme » ou un éditeur de liens plutôt qu'un compilateur,,. Il permettait de décrire un programme comme une séquence de sous-programmes ayant des paramètres. Les sous-programmes étaient identifiés par un code numérique et leurs paramètres étaient écrits directement après le code de chaque sous-programme. Le « système A-0 » convertissait cette description en code machine exécutable sur l'ordinateur cible.

## Évolution
A-0 fut suivi de A-1, A-2, A-3 (ARITH-MATIC), AT-3 (MATH-MATIC) et B-0 (FLOW-MATIC).